# Unitika

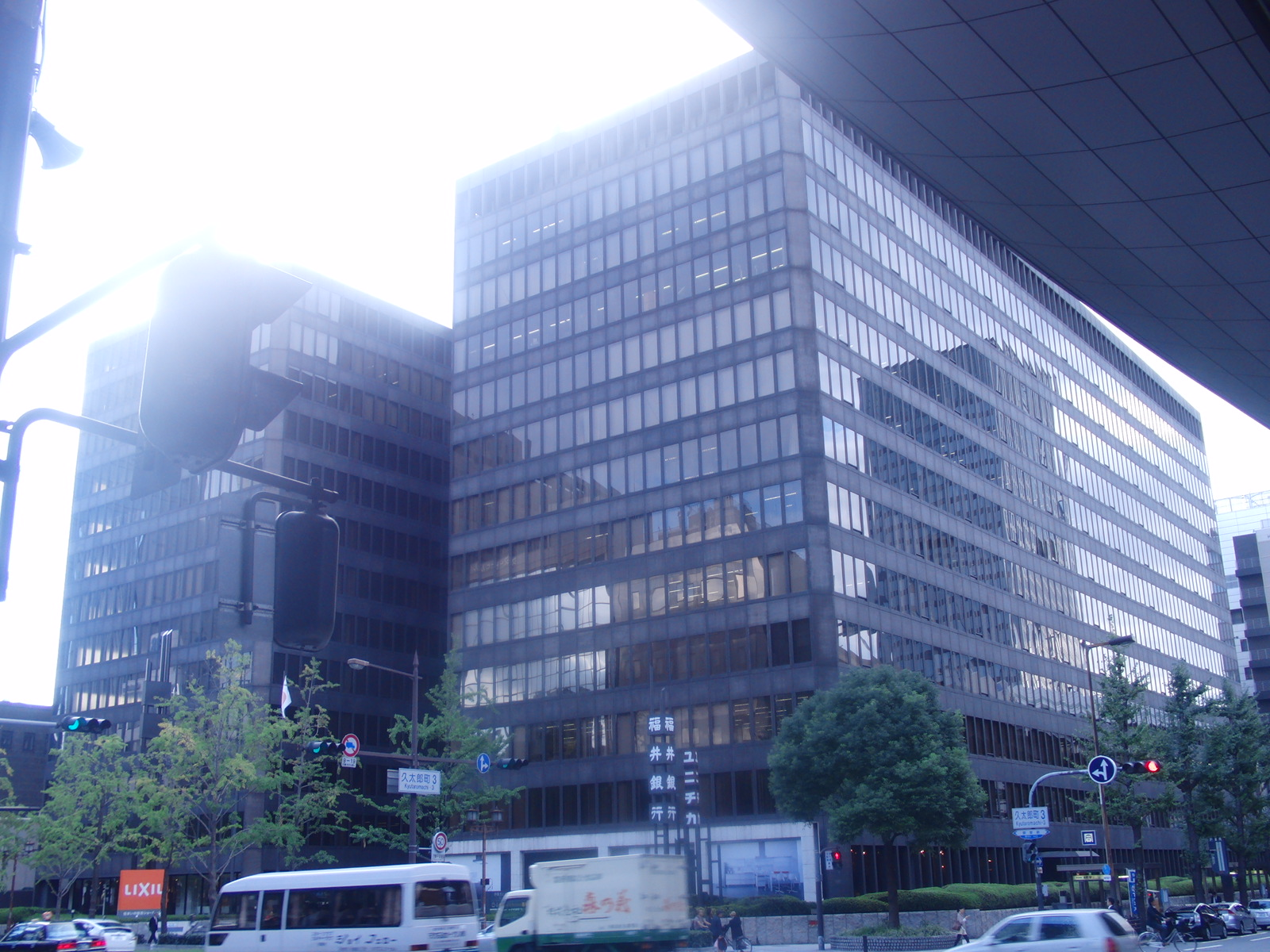
Unitikas Hauptsitz im Osaka Center-Gebäude

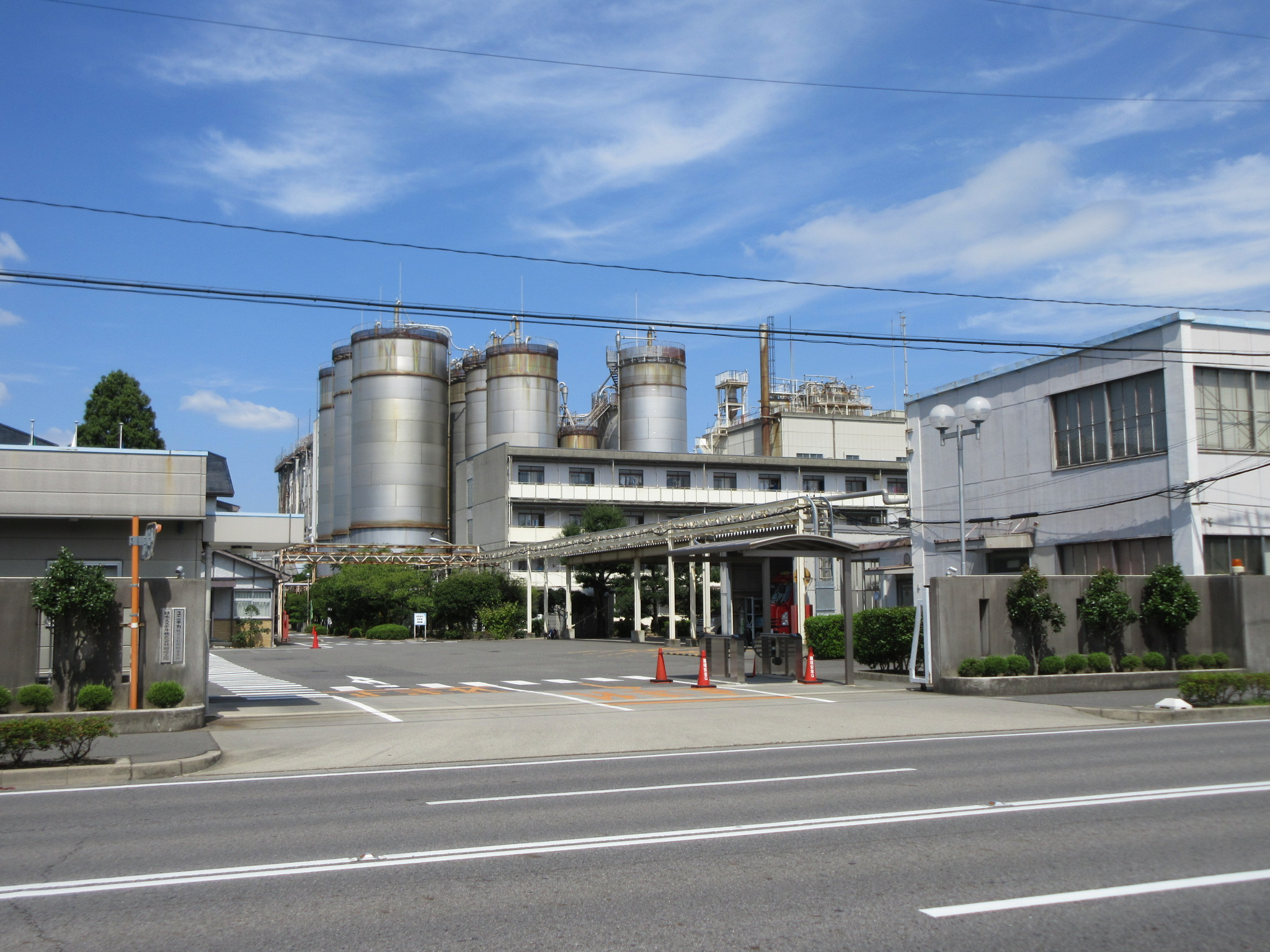
Unitika Fabrik in Okazaki

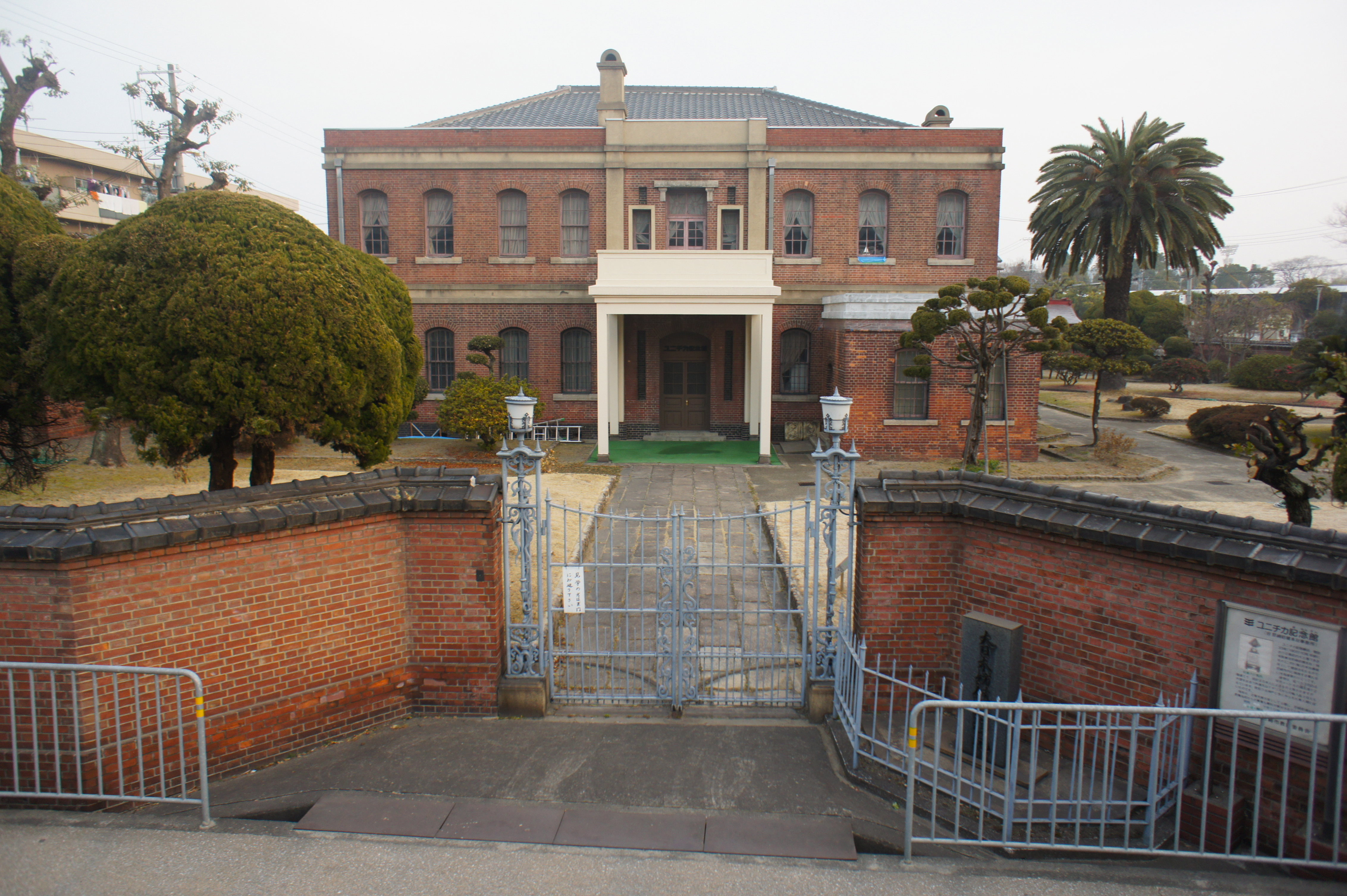
Unitika Memorial Hall (Higashihoncho, Amagasaki City, Präfektur Hyogo) (ehemaliger Hauptsitz von Amagasaki Spinning Co., Ltd.) (Eingetragener Hauptsitz)

Unitika Ltd, ユニチカ株式会社, Yunichika Kabushiki-gaisha, ist ein japanisches Chemie-Unternehmen mit Sitz in Osaka.
Unitika hat 46 Tochterunternehmen in ganz Japan, in Brasilien, China, Hongkong, Indonesien, Thailand, Vietnam und den USA.

## Geschichte
Die Unitika Gruppe wurde 1889 von Amagasaki Spinner gegründet. Damit begann die japanische Textilindustrie. Als das Unternehmen 1918 seinen Namen in Dainippon Spinners änderte, unterstützte es bereits die japanische Faserindustrie als einen der drei größten Textilhersteller Japans. 1955 begann es Nylon Fasern herzustellen. 1964 wurde der Firmenname in Nichiba geändert und die Fabrik in Okazaki begann Polyesterfasern zu produzieren. 1969 fusionierte das Unternehmen mit Nippon Rayon und das neue Unternehmen wurde als Unitika Co. Ltd. bekannt. 1998 unterzeichneten sie ein Abkommen zur Lieferung von Polymilchsäure (Terramac) an Cargill Dow Polymers LLC.
2010 entwickelten sie das hoch-wärmebeständige aromatische Polyamid XecoT. Das Polyamid übersteigt hinsichtlich der Wärmefestigkeit und Schlagfestigkeit die klassischen thermoplastischen Kunststoffe PPS und PA6.
Das Faser- und Textilgeschäft von Unitika und die Dynamik seiner anderen Geschäftsaktivitäten werden heute durch die Interaktion aller Konzernmitglieder ermöglicht.
Detaillierte Informationen zur Geschichte stehen auf der Unternehmensseite-Unitika History of Unitika.

## Geschäftsfelder und Produkte
Das Unternehmen produziert:

### Polymere
- Filme (Produktnamen: EMBLEM, EMBLEM-HG, EMBLEM-NC, EMBLET-PC, BOPA, UNIPEEL, UNIAMIDE)
- Folien z. B. für Lebensmittelverpackungen
- Polyamide (Produktnamen: Nylon 6, Nylon 66 resin, Nanocon, U-POLYMER)
- Polyphthalamide (Produktname: XecoT)
- Polyolefin Emulsion (Produktnamen: Arrowbase)
- Aromatisches Polyimid (Produktnamen: U-IMIDE)
- Thermoplastischer Kunststoff (Produktname: PET resin, Terabo)
- Kunststoffformteile (Produktnamen: Elitel, Unilate)
- Nicht gewebte, sondern gesponnene Spunbond, Spunbond Stoffe (Produktname: Eleves, Cottace, Marix, Lovesheet, Passlite, Terramac nicht gewebt, Ecomix, Appeal)
- Biobasierte Kunststoffe (Produktnamen: Terramac-PLA)

### Performance Material
- Kohlenstofffaserprodukte, Aktivkohlefasern (Produktnamen: AD’All, DEXY Filter, Dexy Sheet)
- Poröse Platten (Produktnamen: UNIVEKS-SB)
- Glasfaserprodukte (Produktnamen: Finished glass, FRP, Glass fabrics, Illumination cover, Glass fiber filtering cloth, U-CLEARSHEET)
- Glasperlen (Produktnamen: Unibeads),
- Reflexionsprodukte (Produktnamen: Sparklite)
- Industrie-Materialien (Produktname: Fishing line, Segurova, CASTLON, Safety Net, Flame retardant Mesh-sheet, U.G.M, Sunflora tent Material, Permacare, Melset, Casven, Cornetta, TRINEO, Masonry fall preventing net, Green Eye Hyper, CUBIC EYE Innersole)
- [[3D-Druck}]]er-Material (Produktname: Thermosensitive 3D-Printer Filament, Terramac 3D-Printer Filament)
- Wasserdichte Folien (Produktname: Radiation-shielding water proof sheet)

### Fasern und Textilien
- Stapelfasern
- Garne (Produktname: Coolart-20, PALPA, FLOR-M, Uniecolo, Ramco)
- Bekleidung (Produktname: FREEACTION-Z, SyLPH, ZEROG, TACTEEM, TUFLEX, Thermotron RadiPoka, SARACOOL, HYGRA, MONIKA, LINESTAR-E)
- Bettwäsche (Produktname: Mai-houou, Super-luxuriöser Bettbezug)
- Sportbekleidung (Produktname: Unifresher-SEK)
- Sicherheitskleidung (Produktname: KoKaGe Max, protexa)
- Metallhaltige Fasern (Produktname: peos)
- Uniformen und Sportbekleidung (Produktname: SYMPHONIC-Stage costumes, School sports wear, Caroline-Caddie wear)
- Lifestyle-Materialien (Produktname: Fukipet-Reinigungstuch, Staubwischtuch, Reinigungskleidung, Handtücher, Produkte aus Watte)

### Weitere Geschäftsbereiche
- Umweltuntersuchungen und -analyse
- Immobiliendienstleistungen
- Betrieb von Freizeiteinrichtungen (wie Schwimmschulen und Golfplätze)
- Software-Design und Computer-Platinen
- Infrastruktur-Entwicklungs-Projekte[7][8][9]

## Börsennotiertes Unternehmen
Das Unternehmen ist im ersten Abschnitt der Tokyo Stock Exchange notiert und ist Bestandteil des Nikkei 225 Aktienindex. Code 3103.